# Ufens angustipennis
Ufens angustipennis är en stekelart som beskrevs av Yousuf och Shafee 1988. Ufens angustipennis ingår i släktet Ufens och familjen hårstrimsteklar. Inga underarter finns listade i Catalogue of Life.